# 콜로서스 (영화)
콜로서스(Colossus: The Forbin Project)는 미국에서 제작된 조셉 서전트 감독의 1970년 SF, 스릴러 영화이다. 에릭 브래든 등이 주연으로 출연하였고 스탠리 체이스 등이 제작에 참여하였다.

## 출연

### 주연
- 에릭 브래든
- 수잔 클라크

### 조연
- 고든 핀센트
- 윌리엄 솨러트
- 조지 스탠포드 브라운
- 윌러드 세이지
- 알렉스 로딘
- 마틴 E. 브룩스
- 마리온 로스
- 돌프 스윗
- 바이런 모로우
- 로 브라운
- 시드 맥코이
- 로버트 콘스웨이트
- 제임스 홍
- 폴 프리즈
- 프레드 홀리데이

## 제작진
- 세트: 루비 R. 리빗
- 세트: 존 맥카시 주니어
- 의상: 에디스 헤드